# Chin Check
Chin Check – singel amerykańskiego zespołu hip-hopowego N.W.A, który promował dwa albumy: ścieżkę dźwiękową Next Friday i kompilację The Best of N.W.A: The Strength of Street Knowledge. Był to ostatni utwór grupy.

## Lista utworów
| Nr | Tytuł            | Czas |
| -- | ---------------- | ---- |
| 1  | Super clean edit | 3:43 |
| 2  | Clean a cappella | 3:41 |

## Notowania
| Notowanie (1999) | Najwyższa pozycja |
| ---------------- | ----------------- |
| Hot Rap Tracks   | 1                 |